# Varva (Chernígov)
Varva (ucraniano: Ва́рва) es un sélyshche de Ucrania perteneciente al raión de Pryluky de la óblast de Chernígov.
En 2022, la localidad tenía una población de 7581 habitantes. Es sede de un municipio que incluye como pedanías 29 localidades rurales, sumando la población municipal unos veinte mil habitantes. El municipio se formó entre 2017 y 2020 mediante la agrupación en un solo ayuntamiento de todas las localidades del hasta entonces raión de Varva. Antes de 2017, Varva era sede de un ayuntamiento urbano que únicamente incluía como pedanía a Voskrésenske.
Se ubica unos 25 km al sureste de la capital distrital Pryluky, sobre la carretera T2530 que une Sribne con Lynóvytsia.

## Historia
Se conoce la existencia del pueblo en documentos desde 1079, cuando era una importante ciudad con fortaleza conocida como "Varyna" (Варина), donde el ejército de Vladímir Monómaco derrotó a una horda de varios miles de cumanos. El asentamiento original fue destruido en 1239, durante la invasión mongola de la Rus de Kiev, pero la ciudad fue reconstruida a partir de 1356, cuando el área pasó a formar parte del Gran Ducado de Lituania. Sin embargo, los tártaros de Crimea, liderados por Meñli I Giray, volvieron a destruir la ciudad en 1482. A principios del siglo XVII, la localidad fue repoblada como una localidad rural por colonos agrícolas procedentes de la Ucrania de la Margen Derecha, y en las décadas posteriores fue adquirido el señorío por la familia noble Wiśniowiecki. En 1649, durante la rebelión de Jmelnitski, pasó a ser un miasteczko, sede de una sotnia en el regimiento cosaco de Pryluky.
En el siglo XVIII se desarrolló como una localidad comercial e industrial, con mercado semanal y tres ferias anuales, que llegó a alcanzar dos mil quinientos habitantes. En 1802, el miasteczko quedó incluido en el uyezd de Lójvytsia de la gobernación de Poltava. En 1920, cuando ya tenía más de cuatro mil habitantes, se estableció aquí la sede de una vólost en el uyezd de Pryluky. La localidad sufrió graves daños durante el Holodomor de 1932-1933, en el que murieron casi cuatrocientos habitantes, y en la Segunda Guerra Mundial, cuando en 1943 una organización local organizó un levantamiento armado contra los invasores alemanes. La RSS de Ucrania recuperó la localidad como un núcleo administrativo e industrial: adoptó el estatus de asentamiento de tipo urbano en 1960 y fue sede del raión de Varva entre 1966 y 2020. Al finalizar el siglo XX llegó a tener casi nueve mil habitantes.